# Crossopriza cylindrogaster
Crossopriza cylindrogaster is een spinnensoort uit de familie trilspinnen (Pholcidae). De soort komt voor in West-Afrika.